# Franjo Koloman Likar
Franjo Koloman Likar (* 22. Januar 1928 in Varaždin; † 13. Januar 2023 in Kärnten, Österreich) war ein bosnischer und kroatischer Maler von Landschaften und figürlichen Darstellungen.

## Leben und Werk
Likars Familie stammt aus Otlica in der Gegend von Görz/Gorizia und übersiedelte teilweise Anfang des 20. Jahrhunderts nach Klagenfurt (Österreich). Nach dem Ersten Weltkrieg wurde sein Vater, der österreichischer Militärpolizist gewesen war, als Gendarmeriechef in Montenegro sesshaft. Danach lebte Likar in Klagenfurt (dort war er auch Mitglied des Kärntner Kunstvereines) und Brela/Kroatien.
Bis 1951 absolvierte er  ein Studium an der Hochschule für Bildende Künste in Sarajevo, war dort auch kurzfristig Professor und arbeitet in allen Maltechniken. Von 1951 bis 1954 war er in der Redaktion der Humorzeitung Čičak tätig und arbeitete von 1975 bis zu seiner Pensionierung 1981 in der Kultur- und Bildungsgemeinschaft von Bosnien und Herzegowina. Seit 1969 war er Mitglied des Internationalen Zentrums für fantastische und magische Kunst (CIAFMA) in Brüssel. 1992 vertrieb ihn der Krieg aus Sarajevo und er kam nach Klagenfurt.
Er ließ sich in seinem Forschungsdrang, der Experimentierfreudigkeit und em Hang zu Fantastischen und zum Surrealismus von den alten Meistern sowie Pablo Picasso oder Salvador Dalí inspirieren und ergänzte oder verändert seine Werke nach deren Vorbild. Er integrierte Worte in seine Bilder oder schuf großformatige, digitalisierte Collagen, Kunst- und Kitschmotive, die er übermalte. Ferner arbeitete Likar gerne mit Textilien, die er mit Skulpturen zu Reliquien arrangierte. Sein Schaffen ist gespeist aus einem Spannungsfeld von Erotik und Religion mit Engeln. Sein vielfältiges künstlerisches Gesamtwerk (Gemälde, Bilder mit Texten, Zeichnungen, Grafiken, Skulpturen, Fotografien, Collagen, Installationen). Er malte oftmals figurale Kompositionen, Porträts und Stillleben in Öl in gedämpften Farben.
Neben der Malerei, Bildhauerei und Grafik beschäftigte er sich auch mit Bühnenbild, Film, Fotografie, Installationen und entwarf Kostüme. Seine Arbeiten wurden mit mehreren Auszeichnungen prämiert und auf zahlreichen Ausstellungen gezeigt. Seit 2008 war er Mitglied der Akademie der Wissenschaften und Künste von Bosnien und Herzegowina. Seine Werke werden u. a. im Museum of Modern Art (New York), im Nationalmuseum Belgrad (Serbien), in der Moderne Galerija Laibach (Slowenien), im Museum Sztuki Wspolczesney Warschau (Polen) ausgestellt.

## Werke (Auswahl)
- Mädchen im Weltraum, 1959
- Porträt eines unbekannten Mädchens, 1967
- Stillleben mit Kirschen, 1989